# Enoplolaimus enatus
Enoplolaimus enatus är en rundmaskart som beskrevs av Stephen Donald Hopper 1962. Enoplolaimus enatus ingår i släktet Enoplolaimus och familjen Enoplidae. Inga underarter finns listade i Catalogue of Life.